# Seleção Fijiana de Rugby Union
A Seleção Fijiana de Rugby Union é uma equipe de rugby union que representa o Fiji em jogos internacionais. A seleção está no segundo grupo do rugby union mundial; já conseguiu se classificar em 7 Copas do Mundo.

## Desempenho em Copas do Mundo
| Ano  | Desempenho       | Jogos | Vitória                    | Empate | Derrota                           |
| ---- | ---------------- | ----- | -------------------------- | ------ | --------------------------------- |
| 1987 | Quartas de final | 4     | Argentina                  |        | Nova Zelândia Itália França       |
| 1991 | Primeira fase    | 3     |                            |        | França Canadá Romênia             |
| 1995 | Não Classificado |       |                            |        |                                   |
| 1999 | Repescagem       | 4     | Canadá Namíbia             |        | França Inglaterra                 |
| 2003 | Primeira fase    | 4     | Estados Unidos Japão       |        | França Escócia                    |
| 2007 | Quartas de final | 5     | País de Gales Japão Canadá |        | Austrália África do Sul           |
| 2011 | Primeira fase    | 4     | Namíbia                    |        | África do Sul País de Gales Samoa |
| 2015 | As eliminatórias |       |                            |        |                                   |